# Praise Tonha
Praise Tonha (ur. 29 marca 1995 w Maronderze) – zimbabwejski piłkarz grający na pozycji ofensywnego pomocnika. Od 2019 jest zawodnikiem klubu Triangle United FC.

## Kariera klubowa
Swoją karierę piłkarską Tonha rozpoczął w klubie Monomotapa United FC. W 2013 roku zadebiutował w jego barwach w pierwszej lidze zimbabwejskiej. W latach 2014–2015 był zawodnikiem Triangle United FC. W latach 2016–2017 grał w How Mine FC, a w 2018 w CAPS United. W 2019 wrócił do Triangle United FC.

## Kariera reprezentacyjna
W reprezentacji Zimbabwe Tonha zadebiutował 30 września 2014 w przegranym 0:1 towarzyskim meczu z Botswaną, rozegranym w Gaborone. Od 2014 do 2018 wystąpił w kadrze narodowej 4 razy.